# Río Seri (Shiga)
El Río Seri (芹川 Seri-gawa?) es un río localizado en la prefectura de Shiga, Japón. Nace en el Monte Ryōzen, en las Montañas Suzuka, y desemboca en el lago Biwa.

## Localidades
El río atraviesa o forma los términos de las siguientes localidades: 
Prefectura de Shiga
Taga, Hikone

## Lugares de interés
- Cueva de Viento de Kawachi
- Taga Taisha
- Castillo Hikone
- Estación de Hikone-Serikawa, en la línea Principal de Ohmi Railway